# Бельгийская овчарка
Бельги́йская овча́рка — порода собак. Относятся к пастушьим породам. К бельгийским овчаркам относятся грюнендаль, лакенуа, малинуа и тервюрен. По классификации МКФ все эти собаки считаются собаками одной породы. В некоторых странах каждая из этих пород выделена отдельно.

## Введение

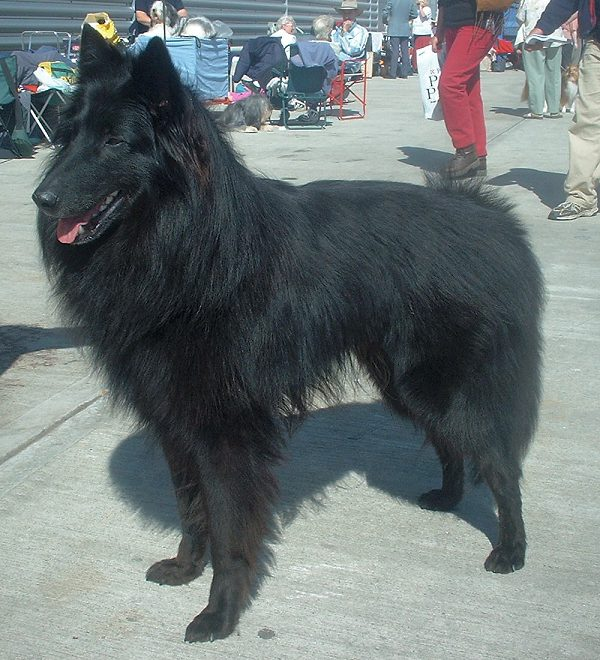
Грюнендаль

Существуют 4 разновидности бельгийской овчарки:
- Грюнендаль (длинношёрстная чёрная)
- Лакенуа (жесткошёрстная)
- Малинуа (короткошёрстная)
- Тервюрен (длинношёрстная иного окраса, кроме чёрного)

Все они различаются только по фактуре и длине шерсти и окрасу.
В США под названием бельгийской овчарки известен только грюнендаль; малинуа и тервюрен зарегистрированы как отдельные породы — «бельгийский малинуа» и «бельгийский тервюрен», а лакенуа — самая редкая из четырёх разновидностей — не признана вообще.

## История породы
В 1891 году бельгийский ветеринар профессор Адольф Рийул попытался вывести национальную пастушью породу. Он взял однотипных собак средних размеров со стоящими ушами, но отличавшихся по окрасу и шёрстному покрову — короткошёрстных, среднешёрстных и длинношёрстных. Хотя профессор Рийул рекомендовал разведение по типу шерсти, предпочтение всё же отдали окрасу.
Позже, в 1907 году был установлен следующий стандарт: полудлинношёрстые овчарки должны иметь чёрный окрас (грюнендаль), короткошёрстые — желто-коричневый или угольный (малинуа), а длинношёрстые — пепельно-серый (лакенуа).
Грюнендаль был выведен собаководом Николасом Роузом, жившим в городе Грюнендале.
Малинуа также назван в честь небольшого городка Мехелен или Малин, по-французски.
Лакенуа получил имя от королевского замка Laeken, в окрестностях которого жили пастухи, разводившие собак с грубой и жесткой шерстью. Это самая малочисленная разновидность «бельгийцев».
Тервюрен своё название тоже получил от города, где жил их первый заводчик.

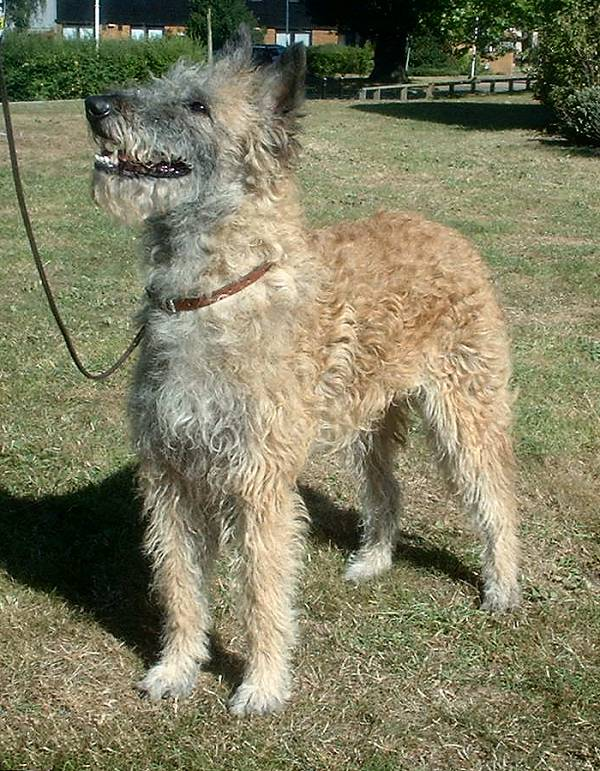
Лакенуа

## Описание породы

### Общий вид
Собака с умеренными линиями, гармонично пропорциональная, умная, неприхотливая, приспособленная для содержания на открытом воздухе, устойчивая к сезонным изменениям погоды и различным атмосферным явлениям, характерным для бельгийского климата. Своими гармоничными формами, гордой посадкой головы бельгийская овчарка должна производить впечатление элегантной крепости, что стало достоянием селекции этой рабочей породы собак

### Голова
Голова хорошей лепки, длинная, но не слишком, сухая. Длина черепной части и морды примерно одинаковая, морда чуть длиннее черепа, что придает голове законченную форму. Мочка носа чёрная, ноздри хорошо раскрыты. Морда средней длины, постепенно суживается к мочке носа. Спинка носа прямая, при осмотре в профиль она параллельна воображаемой линии продолжения лба. Пасть хорошо раскрыта.
Губы тонкие, плотные, сильно пигментированы, без розовых участков слизистой. Скулы сухие, почти плоские, в то же время с хорошей мускулатурой. Челюсти оснащены крепкими и белыми зубами, правильно расположенными, прочно утопленными в хорошо развитых челюстях. Прикус ножницеобразный, то есть, резцы верхней челюсти слегка прикрывают резцы нижней челюсти при этом касаясь друг друга. Переход ото лба к морде (стоп) умеренный, но заметный. Надбровные дуги невыступающие, морда под глазами хорошо заполнена.

### Глаза
Глаза средней величины, не выпуклые и не утопленные, близки к миндалевидной форме, коричневого цвета, предпочтительно более насыщенного, веки черные. Взгляд прямой, живой, умный и пытливый.

### Уши
Уши почти треугольной формы, прямые и стоячие; посажены высоко, пропорционального размера, ушные раковины хорошо закруглены у основания.

### Шея
Шея хорошо выражена, слегка удлиненная, хорошо обмускуленная, без подвеса, постепенно расширяется по направлению к плечам.

### Передние конечности
Передние конечности с крепким костяком, сухой и сильной мускулатурой. Лопатки длинные и косо поставлены, плотно прилегающие, образуют с плечевой костью достаточный угол для свободного движения локтей. Локти должны двигаться строго параллельно продольной оси туловища. Предплечья длинные и хорошо обмускуленные. Пясти сильные и короткие, чистые, без следов рахита. Лапы почти округлой формы; пальцы изогнутые и плотно сжаты; подушечки толстые и эластичные, когти темные и прочные.

### Туловище
Туловище мощное, но не тяжелое. У кобелей длина туловища от плеча до задней точки бедра примерно равна высоте в холке. У сук длина туловища может быть несколько больше, чем высота в холке. Грудная клетка умеренно широкая, но достаточно глубокая и объемная, как у всех животных с большой выносливостью. Рёбра изогнуты в верхней части. Холка выражена. Линия верха (спина и поясница) прямая, широкая, с сильной мускулатурой. Живот умеренно развитый, ни объемный и не подтянутый, как у борзой, продолжает гармоничную кривую линию низа груди. Круп чуть наклонный, достаточно широкий. Собаки в основном имеют спортивное телосложение

### Задние конечности
Задние конечности мощные, без загруженности, двигаются в той же плоскости, что и передние конечности. Поставлены перпендикулярно к земле. Бёдра широкие и с сильной мускулатурой. Маклоки расположены примерно на одной отвесной линии с коленным суставом. Голени длинные, широкие, мускулистые, достаточно изогнутые по направлению к скакательным суставам, но не чрезмерно. Плюсны прочные и короткие. Прибылые пальцы нежелательны.
Лапы почти овальной формы, пальцы изогнуты и плотно сжаты, подушечки толстые и эластичные, когти темные и толстые.

### Хвост
Хвост хорошо посажен, сильный у основания, средней длины. В спокойном состоянии собака держит его опущенным вниз, при этом конец слегка подтянут кверху на уровне скакательного сустава; в движении хвост поднимается в виде изогнутой кривой, но при этом он не должен загибаться крючком или искривляться в сторону. У кобелей хвост немного шире и длиннее чем у сук.

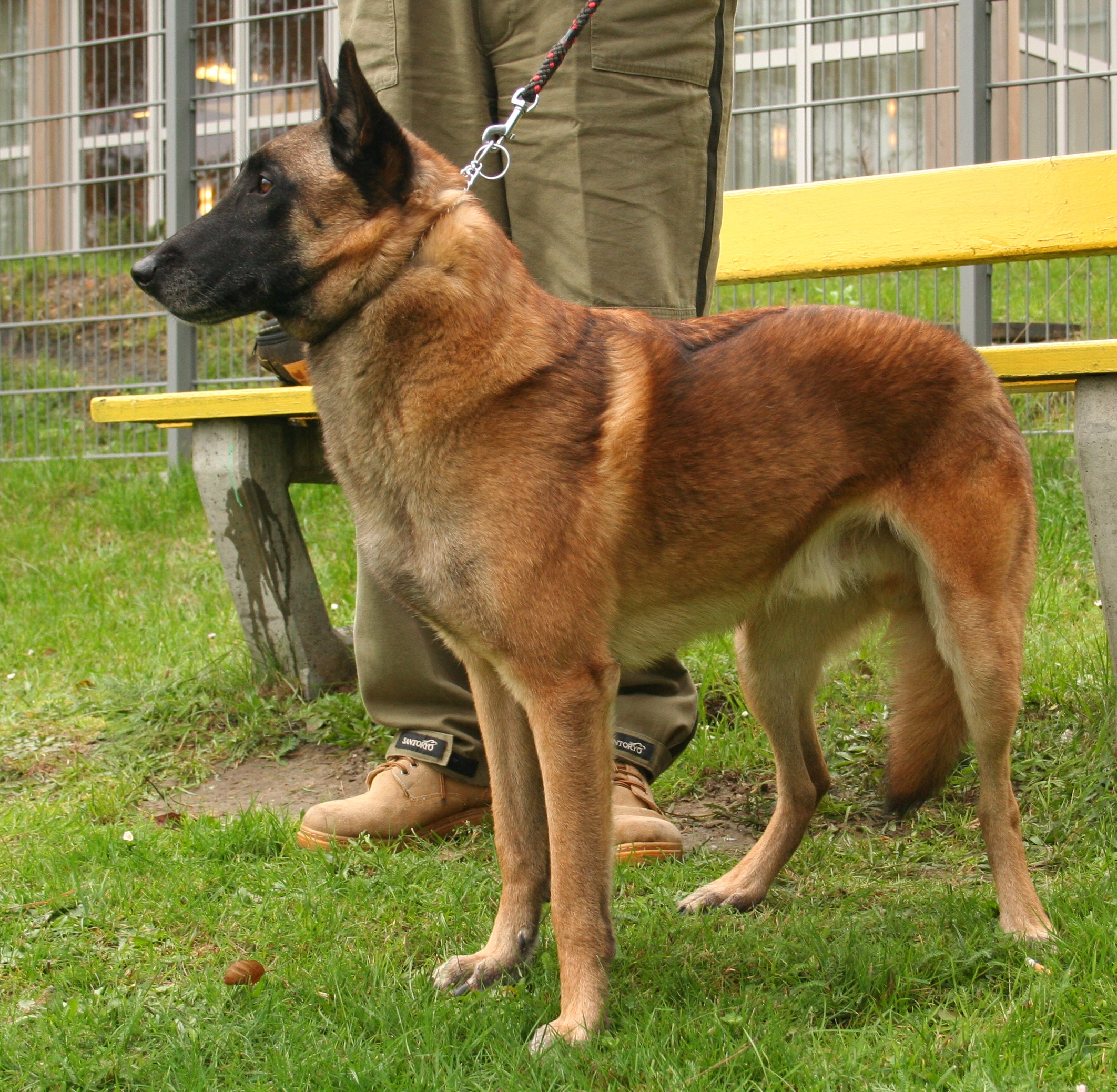
Малинуа

### Окрас

#### Тервюрен
Окрас красно-рыжий с «углем» (чернотой), чем естественней окрас, тем лучше. Рыжий цвет должен быть теплым, не светлым, не размытым. Все собаки с недостаточно ярким окрасом не могут претендовать на оценку «отлично», тем более получать титул CAC, CACIB или резерв CAC, CACIB.

#### Малинуа
Окрас однородный рыжий с «углем» и чёрной маской.

#### Грюнендаль
Однородный чисто чёрный окрас. Допускается белый «галстук» и немного белой шерсти на пальцах
задних лап.

#### Лакенуа
Рыжий со следами зачернения, главным образом, на морде и на хвосте. Допустимо немного белого цвета на груди и на пальцах задних лап.

### Шерсть
Длина шерсти и её структура у бельгийских овчарок различна, эти различия и легли в основу разделения породы на разновидности. Во всех вариантах шерсть должна быть густой, плотной, хорошей структуры, с шелковистым подшёрстком, чтобы создавать отличную защиту от неблагоприятных погодных условий.

### Кожа
Кожа эластичная, но плотно прилегающая к туловищу. Слизистые оболочки сильно пигментированы.

### Рост
Желательный средний рост для кобелей 62 см в холке, сук — 58 см. Допускается рост меньше среднего на 2 см и больше среднего — на 4 см.

### Аллюр
В движении собака активна, захватывает большое пространство, не скована. Со своим возбудимым темпераментом бельгийская овчарка предпочитает двигаться кругами, чем придерживаться строго прямого направления.

### Недостатки
- агрессивный или трусливый характер;
- мочка носа, губы, веки со следами пигментации;
- небольшой недокус;
- светлые глаза;
- слишком прямые плечи;
- слабые, выпрямленные скакательные суставы;
- распущенные лапы;
- слишком высокого поднятый хвост в форме крючка, отклоняющейся от средней линии туловища;
- отсутствие подшерстка;
- серый окрас, оттенки недостаточно теплые или размытые;
- неровная маска.

### Дисквалифицирующие пороки
- сильно выраженный недокус или перекус.
- отсутствие некоторых премоляров: отсутствие одного малого премоляра (PMI), расположенного сразу за клыком допускается без снижения оценки; отсутствие двух PMI или одного из последующих премоляров позволяет снизить оценку собаке; отсутствие трёх премоляров дисквалифицирует собаку;
- висячие или искусственно поставленные уши;
- куцехвостость от рождения или купированный хвост, или ампутированный;
- белые пятна в других местах кроме как на груди или на пальцах;
- отсутствие маски у тервюрена или малинуа;
- неуправляемый или чрезмерно агрессивный, или же чрезмерно нервозный и трусливый характер: во время экспертизы собака должна вести себя спокойно и уверенно;
- отсутствие одного или двух семенников у кобелей.

### Разновидности

#### Грюнендаль и тервюрен

##### Шерсть
Шерсть короткая на голове, на тыльной стороне ушей и на нижней части конечностей за исключением тыльной стороны передних ног, которые имеют очесы от локтей до пястей. На остальных частях туловища шерсть длинная и прилегающая, более длинная и обильная вокруг шеи и снизу груди, где образуют воротник в виде жабо. Ушные раковины с внутренней стороны защищены густой шерстью, у основания ушей шерсть приподнята и обрамляет голову. Бедра покрыты очень длинной и густой шерстью, образующей «штаны». Хвост украшен длинной и густой шерстью в виде султана.

##### Окрас
Грюнендаль — однородный чёрный. Тервюрен — рыжий с «углем». Рыжий должен быть теплым, не осветленным и не размытым. Маска занимает площадь 8 % ровно от общей площади кожного покрова маска охватывает два уха, верхние веки, верхние и нижние губы, которые должны быть черными.

##### Недостатки
- шелковистая шерсть, волнистая или вьющаяся, недостаточно длинная шерсть;
- для грюнендаля — рыжеватый налёт на шерсти, серые «штаны»;
- для тервюрена нежелательно — серый, оттенки достаточно теплые или размытые, отсутствие черноты «угля», или же неравномерное распределение зачернения по корпусу, слабо выраженная или неровная маска, излишнее зачернение по корпусу;
- короткая шерсть — очень короткая на голове, на тыльной стороне ушей и на нижней части конечностей. Короткая на остальных частей тела. Более обильная на хвосте и вокруг шеи, где образует воротничок, начинающийся от основания ушей и продолжающийся до горла.

#### Малинуа

##### Окрас
Рыжий с «углем» и чёрной маской. Чёрная маска занимает те же 8 % поверхности кожи, что и у тервюрена. Для короткошёрстной разновидности не признается никакой другой окрас кроме рыжего с «углем».

##### Недостатки
- полудлинная шерсть на тех участках, где она должна быть короткой, включение жесткой шерсти на участках с короткой шерстью, волнистая шерсть;
- полное отсутствие «угля» или, наоборот, наличие его в виде пятен;
- недостаточно выраженная маска или неровная маска;
- избыток «угля» на корпусе нежелателен.

#### Лакенуа

##### Шерсть
Шерсть грубая и сухая рыжего окраса со следами «угля», в основном на морде и на хвосте, которая выглядит взъерошенной. Длина шерсти приблизительно одинакова на различных частях тела примерно 6 см. Шерсть вокруг глаз и на морде не развита настолько сильно, чтобы голова напоминала голову берюета или бриара. В то же время присутствие оброслости на морде обязательно. Хвост не должен быть в виде султана.

##### Недостатки
- шерсть слишком длинная, мягкая, курчавая, волнистая или короткая;
- включение мягкой шерсти в виде пучков в жесткой шерсти;
- слишком длинная шерсть вокруг глаз или снизу головы;
- мохнатый хвост.

## Характер
От природы представители этой породы наделены умом и хорошей памятью. Они послушны, смелы и понятливы. Порода входит в  топ 30 самых умных собак.

## Дрессировка
Бельгийские овчарки хорошо дрессируются, в руках опытного дрессировщика собака быстро обучается выполнять всё, что от неё требуется. Напротив, грубое обращение не принесёт пользы ни владельцу, ни собаке и со временем может превратить непоседливого щенка в неврастеника.